# Aprosphylosoma darceneae
Aprosphylosoma darceneae är en mångfotingart som beskrevs av Hoffman 1961. Aprosphylosoma darceneae ingår i släktet Aprosphylosoma och familjen Aprosphylosomatidae. Inga underarter finns listade i Catalogue of Life.